# 尼波镇
尼波镇，是中华人民共和国四川省凉山彝族自治州喜德县下辖的一个乡镇级行政单位。2021年1月12日，撤销乐武乡，将其所属行政区域划归尼波镇管辖。

## 行政区划
尼波镇下辖以下地区：
尼波村、皆惹村、木支村、打尔村、曲子洛村、甘洛村、尼觉村、尔曲村、觉巴村和哈司洛村。
原乐武乡下辖：
乐武村、甘子村、打洛村、四甘布村、各则村、里克惹村和依加伍村。
- 成昆铁路沙马拉达隧道成端和红峰烈士陵园
- 成昆铁路乐武站
- 从甘洛村尔玛普眺望瓦吉木梁子
- 从瓦吉木梁子分水岭眺望甘子村